# Plaça de la Catedral Nova
La Plaça de la Catedral Nova és una obra de Lleida (Segrià) inclosa a l'Inventari del Patrimoni Arquitectònic de Catalunya.

## Descripció
Plaça rectangular, que es defineix com un eixamplament entre els carrers Major i de Sant Antoni i que fa d'enllaç entre ells. S'hi aboquen també el carrer Almudí Vell i el carrer de la Vila de Foix. És molt ben definida per les façanes de l'Hospital de Santa María i de la Catedral Nova. La resta d'edificacions ajuda al manteniment de l'alineació de la cornisa. La seva última pavimentació i moblament li va donar un aspecte molt endreçat.

## Història
A l'Edat Mitjana era un petit eixamplament del camí que partia des del portal de Gardeny. L'any 1454 s'hi construí l'Hospital de Santa Maria, els consellers del qual recomanaren el 2 de març del 1485 que fos feta plaça davant de l'hospital. La Paeria i s'enderrocaren alguns albergs. El 1937 s'enderroca l'hospital Militar contigu al de Santa Maria que més tard -1960- deixarà lloc al carrer de la Vila de Foix. Des del 1761 al 1781 s'alçarà el temple catedralici - obra de l'Arquitecte Cermeño- que batejarà la plaça tal com avui la coneixem.